# Seznam českých kněžen a královen

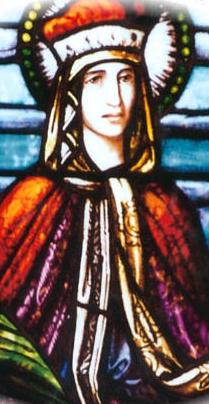
Svatá Ludmila, první známá manželka českého panovníka, Bořivoje I. Díky rodovým vazbám ji můžeme označit i za pramáti většiny českých královen (výjimkou je například Guta Habsburská).

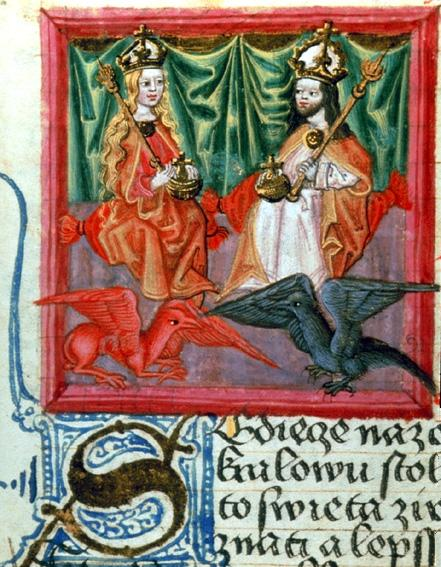
Blanka z Valois a Karel IV.

Zde naleznete seznam českých kněžen a královen řazených za sebou podle letopočtu. 
První českou kněžnou byla svatá Ludmila, manželka Bořivoje I., první královnou Svatava Polská, třetí manželka krále Vratislava II. Vratislavův titul byl nedědičný, další královnou tedy byla až po desetiletích Judita Durynská. Titul královny trvale přecházel pro manželky českých panovníků od doby Přemysla Otakara I.
Některé z královen nebyly (podobně jako jejich manželé) korunovány – například druhá a třetí z manželek Jindřicha Korutanského (jelikož ten užíval titulu českého krále až do své smrti, ačkoliv jím už de iure ani de facto nebyl) nebo manželky posledních dvou nekorunovaných českých králů, Alžběta Bavorská a Zita Parmská.

## Manželky Přemyslovců

### Kněžny
Následující výčet kněžen zahrnuje manželky knížat, u nichž je určitá jistota, že existovaly. Kroniky mohly zaznamenat jen některé manželky panovníků. Často také nepsaly o ženách, které zemřely dříve, než se jejich manžel dostal na knížecí stolec, přitom ale mohly být matkami jejich následníků. Je tak například možné, že českou kněžnou se po svaté Ludmile nestala Drahomíra ze Stodor, ale už případná manželka Spytihněva I. – žena pohřbená v jeho hrobce.
| Portrét | Jméno                            | Otec                      | Narození      | Sňatek                          | Kněžnou od                      | Kněžnou do      | Úmrtí                        | Manžel                              |
| ------- | -------------------------------- | ------------------------- | ------------- | ------------------------------- | ------------------------------- | --------------- | ---------------------------- | ----------------------------------- |
|         | svatá Ludmila                    | Slavibor?                 | cca 860       | asi 874                         | asi 874                         | 888/891         | 15. září 921                 | Bořivoj I.                          |
|         | Drahomíra ze Stodor              | ?                         | ?             | asi 906                         | asi 906                         | 921             | po 935                       | Vratislav I.                        |
|         | Biagota                          | ?                         | ?             | ?                               | ?                               | ?               | ?                            | Zřejmě manželka Boleslava I.        |
|         | Adivea                           | Eduard I. Starší?         | ?             | ?                               | ?                               | ?               | ?                            | První (?) manželka Boleslava II.    |
|         | Emma Regina alias (Emma Italská) | Lothar II. Italský        | 948?          | 988/9?                          | 988/9?                          | 999             | 2. listopadu asi 1006 (1005) | Zřejmě třetí manželka Boleslava II. |
|         | Božena (Křesinova)?              | ?                         | ?             | ?                               | ?                               | ?               | po 1052                      | Zřejmě druhá žena knížete Oldřicha  |
|         | Jitka ze Svinibrodu              | Jindřich Nordgavský       | před 1003     | 1021 nebo 1021                  | 1034                            | 1055            | 2. srpen 1058                | Břetislav I.                        |
|         | Ida Wettinská                    | Dietrich z Wettinu        | ?             | ?                               | 1055                            | 1061            | po 1061                      | Spytihněv II.                       |
|         | Adléta Uherská                   | Ondřej I.                 | asi 1040      | asi 1057                        | 1061                            | 27. leden 1062  | 27. leden 1062               | Vratislav II.                       |
|         | Svatava Polská                   | Kazimír I. Obnovitel      | asi 1046–1048 | asi 1062, od roku 1085 královna | asi 1062, od roku 1085 královna | 1092            | 1. září 1126                 | Vratislav II.                       |
|         | Virpirka z Tenglingu             | Fridrich I. z Tenglingu   | ?             | ?                               | 1092                            | 1092            | ?                            | Konrád I. Brněnský                  |
|         | Lukarta z Bogenu                 | Aschwin z Windberg-Bogenu | asi 1075      | 1094                            | 1094                            | 1100            | 31. prosinec neznámého roku  | Břetislav II.                       |
|         | Helbirga Babenberská             | Leopold II. Babenberský   | ?             | 1100                            | 1100–1007 a 1117-1120           | 1092            | 13. červenec 1142            | Bořivoj II.                         |
|         | Richenza z Bergu                 | Jindřich z Bergu          | ?             | před 1111                       | asi 1111–1117 a 1120–1125       | 12. duben 1125  | 27. září 1125                | Vladislav I.                        |
|         | Adleyta Arpádovna                | Almuš Uherský             | 1105-7        | 1123                            | 1125                            | 14. února 1140  | 15. září 1140                | Soběslav I.                         |
|         | Gertruda Babenberská             | Leopold III. Babenberský  | asi 1118      | 1140                            | 1140                            | 8. duben 1150   | 8. duben 1150                | Vladislav II.                       |
|         | Judita Durynská                  | Ludvík I. Durynský        | po 1135       | 1153, od roku 1158 královna     | 1153, od roku 1158 královna     | 1172            | 9. září po 1174              | Vladislav II.                       |
|         | Alžběta Uherská                  | Gejza II.                 | ?             | 1157                            | 1172–1173 a 1178–1189           | 25. březen 1189 | 12. leden po 1189            | Bedřich                             |
|         | Eliška Polská                    | Měšek III. Starý          | asi 1152      | 1173 nebo 1177                  | 1173 nebo 1177                  | 1178            | 2. duben 1209                | Soběslav II.                        |
|         | Hellicha z Wittelsbachu          | Ota III. Wittelsbach      | asi 1160      | před 1176                       | 1189                            | 1191            | 13. srpen po 1198            | Konrád II. Ota                      |

Poznámka: Po Konrádu II. Otovi se knížetem stal Václav II., o něm se ale neví, zda byl ženatý. Následovala první krátká vláda Přemysla Otakara I., jehož manželkou v té době už byla Adléta Míšeňská, která se tak stala kněžnou. 
Jindřich Břetislav, který Přemysla vystřídal, jako biskup ženatý nebyl. Po něm se na trůn krátce dostal Vladislav Jindřich, který měl za manželku Hedvigu, o níž se ovšem téměř nic neví. Vladislav Jindřich se brzy vzdal trůnu ve prospěch Přemysla Otakara I., budoucího českého krále.

### Manželky dědičných přemyslovských králů
| Portrét | Jméno               | Otec                    | Narození        | Sňatek         | Královnou od   | Královnou do    | Úmrtí            | Manžel             |
| ------- | ------------------- | ----------------------- | --------------- | -------------- | -------------- | --------------- | ---------------- | ------------------ |
|         | Adléta Míšeňská     | Ota Míšeňský            | 1160+           | 1178           | 1198           | 1199            | 2. únor 1211     | Přemysl Otakar I.  |
|         | Konstancie Uherská  | Béla III.               | 1181            | 1199           | 1199           | 1230            | 6. prosinec 1240 | Přemysl Otakar I.  |
|         | Kunhuta Štaufská    | Filip Švábský           | 1200            | 1228           | 1230           | 13. září 1248   | 13. září 1248    | Václav I.          |
|         | Markéta Babenberská | Leopold VI. Babenberský | 1204            | únor 1252      | 1253           | 1261 rozvod     | 29. říjen 1266   | Přemysl Otakar II. |
|         | Kunhuta Uherská     | Rostislav Haličský      | 1245/6          | 25. říjen 1261 | 25. říjen 1261 | 1278            | 9. září 1285     | Přemysl Otakar II. |
|         | Guta Habsburská     | Rudolf I. Habsburský    | 13. březen 1271 | 24. leden 1285 | 24. leden 1285 | 18. červen 1297 | 18. červen 1297  | Václav II.         |
|         | Eliška Rejčka       | Přemysl II. Velkopolský | 1. září 1286    | 1300           | 1300           | 1305            | 18. říjen 1335   | Václav II.         |
|         | Viola Těšínská      | Měšek Těšínský          | 1290            | 5. říjen 1305  | 5. říjen 1305  | 1306            | 21. září 1317    | Václav III.        |

## Boje o trůn
| Portrét | Jméno             | Otec                    | Narození       | Sňatek                   | Královnou od             | Královnou do   | Úmrtí          | Manžel              |
| ------- | ----------------- | ----------------------- | -------------- | ------------------------ | ------------------------ | -------------- | -------------- | ------------------- |
|         | Eliška Rejčka     | Přemysl II. Velkopolský | 1. září 1286   | 1306                     | 1306                     | 1307           | 18. říjen 1335 | Rudolf Habsburský   |
|         | Anna Přemyslovna  | Václav II.              | 10. říjen 1290 | 1306                     | 1307                     | 1310           | 3. září 1313   | Jindřich Korutanský |
|         | Adléta Brunšvická | Jindřich I. Brunšvický  | 1300           | 1313, titulární královna | 1313, titulární královna | 18. srpen 1320 | 18. srpen 1320 | Jindřich Korutanský |
|         | Beatrix Savojská  | Amadeus V. Savojský     | ?              | 1328, titulární královna | 1328, titulární královna | 19. říjen 1331 | 19. říjen 1331 | Jindřich Korutanský |

## Manželky Lucemburků
| Portrét | Jméno              | Otec                   | Narození       | Sňatek          | Královnou od      | Královnou do      | Úmrtí             | Manžel              |
| ------- | ------------------ | ---------------------- | -------------- | --------------- | ----------------- | ----------------- | ----------------- | ------------------- |
|         | Eliška Přemyslovna | Václav II.             | 20. leden 1292 | 1. září 1310    | 1. září 1310      | 28. září 1330     | 28. září 1330     | Jan Lucemburský     |
|         | Beatrix Bourbonská | Ludvík I. Bourbonský   | asi 1318       | 1334            | 1334              | 26. srpen 1346    | 23. prosinec 1383 | Jan Lucemburský     |
|         | Blanka z Valois    | Karel z Valois         | 1316           | květen 1329     | 26. srpen 1346    | 1. srpen 1348     | 1. srpen 1348     | Karel IV.           |
|         | Anna Falcká        | Rudolf II. Rýnský      | 26. září 1329  | 4. březen 1349  | 4. březen 1349    | 2. únor 1353      | 2. únor 1353      | Karel IV.           |
|         | Anna Svídnická     | Jindřich II. Svídnický | asi 1339       | 27. květen 1353 | 27. květen 1353   | 11. červenec 1362 | 11. červenec 1362 | Karel IV.           |
|         | Alžběta Pomořanská | Bogislav V. Pomoranský | 1347           | 21. květen 1363 | 21. květen 1363   | 29. listopad 1378 | 14. únor 1393     | Karel IV.           |
|         | Johanna Bavorská   | Albrecht I. Bavorský   | asi 1356       | 29. září 1370   | 10. červenec 1376 | 31. prosinec 1386 | 31. prosinec 1386 | Václav IV.          |
|         | Žofie Bavorská     | Jan II. Wittelsbach    | 1376           | 2. květen 1389  | 2. květen 1389    | 16. srpen 1419    | 26. září 1425     | Václav IV.          |
|         | Barbora Celjská    | Heřman II. Celjský     | 1390 až 1395   | 1408            | 16. srpen 1419    | 9. prosinec 1437  | 11. červenec 1451 | Zikmund Lucemburský |

## Různé rody
| Portrét | Jméno               | Otec                   | Narození | Sňatek            | Královnou od                          | Královnou do    | Úmrtí             | Manžel                  |
| ------- | ------------------- | ---------------------- | -------- | ----------------- | ------------------------------------- | --------------- | ----------------- | ----------------------- |
|         | Alžběta Lucemburská | Zikmund Lucemburský    | 1409     | 1422              | 1438 korunovace manžela               | 27. říjen 1439  | 25. prosinec 1442 | Albrecht II. Habsburský |
|         | Johana z Rožmitálu  | Jan z Rožmitálu        | asi 1430 | 1450              | 7. květen 1457 zvolení manžela králem | 22. březen 1471 | 12. listopad 1475 | Jiří z Poděbrad         |
|         | Beatrix Neapolská   | Ferdinand I. Neapolský | 1457     | 22. prosince 1476 | 22. prosince 1476                     | 6. dubna 1490   | 23. září 1508     | Matyáš Korvín           |

## Manželky českých králů z rodu Jagellonců
| Portrét | Jméno                 | Otec                      | Narození        | Sňatek         | Královnou od   | Královnou do                                   | Úmrtí                                          | Manžel                |
| ------- | --------------------- | ------------------------- | --------------- | -------------- | -------------- | ---------------------------------------------- | ---------------------------------------------- | --------------------- |
|         | Barbora Braniborská   | Albrecht III. Achilles    | 30. květen 1464 | 20. srpen 1476 | 20. srpen 1476 | 4. září 1515 (respektive královnou do r. 1500) | 4. září 1515 (respektive královnou do r. 1500) | Vladislav Jagellonský |
|         | Beatrix Neapolská     | Ferdinand I. Neapolský    | 1457            | 1491           | 1500           | 23. září 1508                                  | 23. září 1508                                  | Vladislav Jagellonský |
|         | Anna z Foix a Candale | Gaston II. z Foix-Candale | 1484            | 6. říjen 1502  | 6. říjen 1502  | 26. červenec 1506                              | 26. červenec 1506                              | Vladislav Jagellonský |
|         | Marie Habsburská      | Filip I. Sličný           | 18. září 1505   | 13. leden 1522 | 13. leden 1522 | 29. srpen 1526                                 | 18. říjen 1558                                 | Ludvík Jagellonský    |

## Manželky Habsburků
| Portrét | Jméno            | Otec                   | Narození          | Sňatek           | Královnou od      | Královnou do      | Úmrtí             | Manžel                   |
| ------- | ---------------- | ---------------------- | ----------------- | ---------------- | ----------------- | ----------------- | ----------------- | ------------------------ |
|         | Anna Jagellonská | Vladislav Jagellonský  | 23. červenec 1503 | 25. květen 1521  | 1526              | 27. leden 1547    | 27. leden 1547    | Ferdinand I. Habsburský  |
|         | Marie Španělská  | Karel V.               | 21. červen 1528   | 13. září 1548    | 25. červenec 1564 | 12. říjen 1576    | 26. únor 1603     | Maxmilián II. Habsburský |
|         | Anna Tyrolská    | Ferdinand II. Tyrolský | 4. říjen 1585     | 4. prosinec 1611 | 4. prosinec 1611  | 14. prosinec 1618 | 14. prosinec 1618 | Matyáš Habsburský        |

| Portrét | Jméno              | Otec            | Narození       | Sňatek        | Královnou od                          | Královnou do                 | Úmrtí         | Manžel          |
| ------- | ------------------ | --------------- | -------------- | ------------- | ------------------------------------- | ---------------------------- | ------------- | --------------- |
|         | Alžběta Stuartovna | Jakub I. Stuart | 19. srpen 1596 | 14. únor 1613 | 26. srpen 1619 zvolení manžela králem | 9. listopad 1620 útěk z Čech | 13. únor 1662 | Fridrich Falcký |

| Portrét | Jméno                               | Otec                                     | Narození              | Sňatek            | Královnou od      | Královnou do    | Úmrtí             | Manžel                    |
| ------- | ----------------------------------- | ---------------------------------------- | --------------------- | ----------------- | ----------------- | --------------- | ----------------- | ------------------------- |
|         | Eleonora Gonzagová                  | Vincenzo I. Gonzaga                      | 23. září (únor?) 1598 | 2. únor 1622      | 2. únor 1622      | 15. únor 1637   | 27. červen 1655   | Ferdinand II.             |
|         | Marie Anna Španělská                | Filip III. Španělský                     | 18. srpen 1606        | 20. únor 1631     | 20. únor 1631     | 13. květen 1646 | 13. květen 1646   | Ferdinand III. Habsburský |
|         | Marie Leopoldina Tyrolská           | Leopold V. Tyrolský                      | 6. duben 1632         | 2. červenec 1648  | 2. červenec 1648  | 7. srpen 1649   | 7. srpen 1649     | Ferdinand III. Habsburský |
|         | Eleonora Magdalena Gonzagová        | Karel II. Gonzaga                        | 18. listopad 1630     | 30. duben 1651    | 30. duben 1651    | 2. duben 1657   | 6. prosinec 1686  | Ferdinand III. Habsburský |
|         | Markéta Tereza Habsburská           | Filip IV. Španělský                      | 12. červenec 1651     | 12. prosinec 1666 | 12. prosinec 1666 | 12. březen 1673 | 12. březen 1673   | Leopold I.                |
|         | Klaudie Felicitas Tyrolská          | Ferdinand Karel Tyrolský                 | 30. květen 1653       | 15. říjen 1673    | 15. říjen 1673    | 8. duben 1676   | 8. duben 1676     | Leopold I.                |
|         | Eleonora Magdalena Falcko-Neuburská | Filip Vilém Falcký                       | 6. leden 1655         | 14. prosinec 1676 | 14. prosinec 1676 | 5. květen 1705  | 19. leden 1720    | Leopold I.                |
|         | Amálie Vilemína Brunšvická          | Jan Brunšvický                           | 21. duben 1673        | 24. únor 1699     | 5. květen 1705    | 17. duben 1711  | 10. duben 1742    | Josef I.                  |
|         | Alžběta Kristýna Brunšvická         | Ludvík Rudolf Brunšvicko-Wolfenbüttelský | 28. srpen 1691        | 1. srpen 1708     | 17. duben 1711    | 20. říjen 1740  | 21. prosinec 1750 | Karel VI.                 |

Marie Terezie * 13. 5. 1717 + 29. 11. 1780, vládla 1740–1780
Poznámka: Marie Terezie, dcera Karla VI. a Alžběty Kristýny Brunšvické, byla posledním Habsburkem na českém trůně, tedy vládnoucí královnou. Její potomci z manželství s Františkem I. Štěpánem Lotrinským pocházejí z dynastie Habsburko-Lotrinské.
| Portrét | Jméno                   | Otec     | Narození       | Sňatek        | Královnou od                | Královnou do | Úmrtí             | Manžel              |
| ------- | ----------------------- | -------- | -------------- | ------------- | --------------------------- | ------------ | ----------------- | ------------------- |
|         | Marie Amálie Habsburská | Josef I. | 22. říjen 1701 | 5. říjen 1722 | 9. prosinec 1741 korunovace | 1745         | 11. prosinec 1756 | Karel VII. Bavorský |

## Manželky panovníků z Habsbursko-lotrinské dynastie
| Portrét | Jméno                           | Otec                                 | Narození          | Sňatek          | Královnou od      | Královnou do                        | Úmrtí           | Manžel                 |
| ------- | ------------------------------- | ------------------------------------ | ----------------- | --------------- | ----------------- | ----------------------------------- | --------------- | ---------------------- |
|         | Marie Ludovika Španělská        | Karel III. Španělský                 | 24. listopad 1745 | 16. únor 1764   | 20. únor 1790     | 1. březen 1792                      | 15. květen 1792 | Leopold II.            |
|         | Marie Tereza Neapolsko-Sicilská | Ferdinand I. Neapolsko-Sicilský      | 6. červen 1772    | 15. srpen 1790  | 1. březen 1792    | 13. duben 1807                      | 13. duben 1807  | František I.           |
|         | Marie Ludovika Beatrix z Modeny | Ferdinand Karel Habsbursko-Lotrinský | 14. prosinec 1787 | 6. leden 1808   | 6. leden 1808     | 7. duben 1816                       | 7. duben 1816   | František I.           |
|         | Karolína Augusta Bavorská       | Maxmilián I. Josef Bavorský          | 8. únor 1792      | 29. říjen 1816  | 29. říjen 1816    | 2. březen 1835                      | 9. únor 1873    | František I.           |
|         | Marie Anna Savojská             | Viktor Emanuel I.                    | 19. září 1803     | 12. únor? 1831  | 2. březen 1835    | 2. prosinec 1848 manželova abdikace | 4. květen 1884  | Ferdinand I. Dobrotivý |
|         | Alžběta Bavorská                | Max Josef Bavorský                   | 24. prosinec 1837 | 24. duben 1854  | 24. duben 1854    | 10. září 1898                       | 10. září 1898   | František Josef I.     |
|         | Zita Bourbonsko-Parmská         | Robert I. z Parmy                    | 9. květen 1892    | 13. červen 1911 | 21. listopad 1916 | 28. říjen 1918                      | 14. březen 1989 | Karel I.               |